# Guy Piérauld
Guy Piérauld est un acteur et scénariste français né le 5 octobre 1924 à Lyon (Rhône) et mort le 15 juin 2015 à Ermont (Val-d'Oise).
Malgré une longue carrière au théâtre, il est surtout connu pour son activité dans le doublage et pour avoir notamment été pendant près de quarante ans la voix française de Bugs Bunny et Woody Woodpecker, mais aussi de Max la Menace (Don Adams), Kiri le clown, ou encore Looping dans Satanas et Diabolo, ainsi que la première voix d'Astérix dans un feuilleton radiophonique de Radio Luxembourg en 1960.

## Biographie

### Débuts
Guy Louis di Piro naît en 1924 dans une famille italienne naturalisée française, aux origines très modestes : son père est mouleur de bronze et sa mère femme au foyer. Ses frères aînés sont ouvriers.  
Sa vocation de comédien lui vient à l'école lorsque à 14 ans il joue Louis XI dans une pièce de Théodore de Banville, Gringoire, mise en scène par son instituteur. Il enchaîne alors les spectacles scolaires et les petits boulots : il travaille aux usines Berliet, puis dans une pharmacie jusqu'à ce qu'il soit engagé en 1941 par un metteur en scène parisien venu à Lyon faire passer des auditions. Il a à peine seize ans et le contrat qui lui est proposé s'avère bien plus lucratif que son travail à la pharmacie. Son père lui donne son accord et Guy part en tournée en province et en Afrique du Nord pour jouer Colin dans George Dandin de Molière. Alors qu'il a 17 ans, lors d'une scène où il se force à parler de façon enrouée, il s'abîme une corde vocale, ce qui le gratifie pour le reste de sa vie d'un timbre de voix très particulier. La troupe de théâtre, devant rentrer en France, doit embarquer sur le Lamoricière, mais le manque de peu ; le navire sombre en mer Méditerranée quelques heures plus tard, faisant 301 victimes.
Il monte ensuite à Paris, engagé par Maurice Jacquemont, puis Jean Serge l'engage comme régisseur et acteur d'occasion, il joue notamment dans Poil de Carotte, Gringoire, et L'Arlésienne dans le rôle de l'Innocent.
En 1944, il est arrêté par les Allemands et passe les neuf derniers mois de la guerre en prison. À la Libération, il est engagé par une troupe pour jouer en Alsace où il rencontre les Frères Jacques. De 1945 à 1947, il intègre le Centre de l'Est de Colmar et y perfectionne sa diction aux côtés de sa future femme, Anne Marilo, et de Jean-Louis Jemma avec qui il noue une forte amitié. En 1949, il s'installe à Paris et est engagé par Charles Dullin peu de temps avant que celui-ci ne meure, pour une tournée de L'Avare de Molière et La Marâtre de Balzac. Il donne ensuite un spectacle au cabaret La Rose rouge où il interprète dix-sept personnages en cinquante minutes, puis fait partie de la troupe des Branquignols avec laquelle il joue dans Dugudu. Il est ensuite engagé au théâtre de l'ABC pour une revue avec Pierre Dac et Francis Blanche.

### Carrière
Mais c'est grâce à la télévision qu'il se fait connaître du grand public, en participant cinq ans durant à l'émission dominicale Sérieux s'abstenir (1965-1973). Poussé par Roger Carel, il se lance dans l'univers du doublage dont il devient l'une des plus célèbres voix, dont celle de Bugs Bunny pendant près de 40 ans, mais aussi de Woody Woodpecker, Kiri le clown ou Looping (dans Satanas et Diabolo). Il est également la voix régulière de Red Buttons ou de Don Adams dans la série Max la Menace. Il prête également sa voix au personnage d'Astérix dans un feuilleton radiophonique diffusé sur Radio Luxembourg en 1960, tandis que celle d'Obélix est interprétée par Albert Augier.
Il s'essaye parallèlement à l'opéra (L'Histoire du soldat d' Igor Stravinsky) et enregistre des chansons pour plusieurs livres-disques Disney.
Au cinéma, il est notamment apparu dans Domicile conjugal de François Truffaut. Enfin, il a connu une importante notoriété auprès de la nouvelle génération au début des années 1990 en jouant le rôle de Monsieur Albert dans la série télévisée Le Miel et les Abeilles (1992-1994).
Guy Piérauld meurt à l'âge de 90 ans le 15 juin 2015 à Ermont (Val-d'Oise),.

### Vie privée
Guy Piérauld épouse en 1948 la comédienne Anne Marilo (1925-2010).
Il est titulaire de la croix du combattant et de la médaille commémorative 1939-1945, avec agrafe « Libération ».

## Théâtre
- 1944 : À cheval sur la mer - L'Ombre de la ravine de John Millington Synge, mise en scène André Brut, théâtre Gustave-Doré
- 1947 : L’Ombre d’un franc-tireur de Seán O'Casey, mise en scène André Clavé, théâtre Albert Ier
- 1947 : Asmodée de François Mauriac, mise en scène Fernand Ledoux, Centre dramatique de l'Est Colmar
- 1947 : L'Arlésienne d'Alphonse Daudet, mise en scène André Clavé, Centre dramatique de l'Est Colmar
- 1947 : Boubouroche, Théodore cherche des allumettes, Les Bourlingrins de Georges Courteline, mise en scène André Clavé, Centre dramatique de l'Est Colmar
- 1948 : Le Mariage de Figaro de Beaumarchais, mise en scène André Clavé, Centre dramatique de l'Est - Colmar
- 1948 : Le Chariot de terre cuite de Shûdraka, mise en scène André Clavé, Centre dramatique de l'Est - Colmar
- 1948 : L'Anglais tel qu'on le parle de Tristan Bernard, mise en scène André Clavé, Centre dramatique de l'Est - Colmar
- 1948 : Le Bourgeois gentilhomme de Molière, mise en scène André Clavé, Centre dramatique de l'Est - Colmar
- 1948 : Tartuffe de Molière, mise en scène André Clavé, Centre dramatique de l'Est - Colmar
- 1949 : Hamlet de William Shakespeare, mise en scène André Clavé, Centre dramatique de l'Est - Colmar
- 1949 : La Marâtre d'Honoré de Balzac et L'Avare de Molière, mise en scène Charles Dullin, théâtre des Célestins
- 1950 : À chacun selon sa faim de Jean Mogin, mise en scène Raymond Hermantier, théâtre du Vieux-Colombier
- 1950 : Poof d'Armand Salacrou, mise en scène Yves Robert, théâtre Édouard-VII
- 1952 : Les Compagnons de la marjolaine de Marcel Achard, mise en scène Yves Robert, théâtre Antoine
- 1953 : L'Heure éblouissante d'Anna Bonacci, mise en scène Fernand Ledoux, théâtre Antoine
- 1955 : Le Quai Conti de Guillaume Hanoteau, mise en scène René Dupuy, théâtre Gramont
- 1955 : Au jour le jour de Jean Cosmos, mise en scène François Billetdoux, théâtre de l'Œuvre
- 1956 : La Famille Arlequin de Claude Santelli, mise en scène Jacques Fabbri, théâtre Antoine
- 1956 : Irma la Douce d'Alexandre Breffort et Marguerite Monnot, mise en scène René Dupuy, théâtre Gramont
- 1958 : La Tour d'ivoire de Robert Ardrey, mise en scène Jean Mercure, théâtre des Bouffes-Parisiens
- 1959 : La Tête des autres de Marcel Aymé, mise en scène André Barsacq, théâtre de l'Atelier
- 1959 : La Punaise de Vladimir Maïakovski, mise en scène André Barsacq, théâtre de l'Atelier
- 1960 : Le Jeu de l'amour et du hasard de Marivaux, mise en scène Daniel Leveugle, théâtre de l'Athénée
- 1961 : Les Pupitres de Raymond Devos, mise en scène de l'auteur, théâtre Fontaine
- 1962 : George Dandin de Molière, mise en scène Daniel Leveugle, théâtre de l'Alliance française
- 1966 : Opération Lagrelèche de Jean Poiret et Michel Serrault, théâtre Fontaine
- 1970 : Herminie de Claude Magnier, mise en scène Michel Vocoret, théâtre des Nouveautés
- 1971 : Les P'tites Femmes de Broadway de George Haimsohn et Robin Miller, mise en scène Michel Vocoret, théâtre des Nouveautés
- 1972 : Le Plaisir conjugal d'Albert Husson, mise en scène Robert Manuel, théâtre de la Madeleine
- 1972 : Histoire d'un détective de Sidney Kingsley, mise en scène Jean Meyer, théâtre des Célestins
- 1973 : Les Quatre Vérités de Marcel Aymé, mise en scène René Clermont, théâtre des Variétés
- 1974 : L'Avare de Molière, mise en scène Jean Meyer, théâtre des Célestins
- 1975 : Ruy Blas de Victor Hugo, mise en scène Jean Meyer, théâtre des Célestins
- 1975 : Le Légataire universel de Jean-François Regnard, mise en scène Jean Meyer, théâtre des Célestins
- 1976 : L'École des femmes de Molière, mise en scène Jean Meyer, théâtre des Célestins
- 1976 : Nini la chance livret Jacques Mareuil, musique Georges Liferman, mise en scène Raymond Vogel, théâtre Marigny
- 1979 : L'Avare de Molière, mise en scène Jean Meyer, théâtre des Célestins
- 1981 : Le Malade imaginaire de Molière, mise en scène Jean Meyer, théâtre des Célestins
- 1983 : Le Bourgeois gentilhomme de Molière, mise en scène Jean Meyer, théâtre des Célestins
- 1983 : L'Avare de Molière, mise en scène Jean Meyer, théâtre des Célestins
- 1983 : Oscar de Claude Magnier, mise en scène Jacqueline Bœuf, théâtre Tête d'or
- 1984 : Le Faiseur de Honoré de Balzac, mise en scène Jean Meyer, théâtre des Célestins
- 1984 : Coriolan de William Shakespeare, mise en scène Jean Meyer, théâtre des Célestins
- 1985 : Topaze de Marcel Pagnol, mise en scène Jean Meyer, théâtre des Célestins
- 1985 : Les Femmes savantes de Molière, mise en scène Jean Meyer, théâtre des Célestins
- 1985 : Un coq en pâte de Jean Meyer, théâtre des Célestins
- 1987 : Ponce Pilate, procureur de Judée de Jean-Marie Pélaprat, mise en scène Robert Manuel, croisière sur le Mermoz
- 1988 : Les Fourberies de Scapin de Molière, mise en scène Marcelle Tassencourt, Grand Trianon Versailles
- 1999 : Archibald de Julien Vartet, mise en scène Jacqueline Bœuf, théâtre Édouard-VII

## Filmographie

### Cinéma
- 1951 : La Rose rouge de Marcello Pagliero : un homme de la troupe
- 1952 : Lettre ouverte d'Alex Joffé : un locataire
- 1954 : Les hommes ne pensent qu'à ça d'Yves Robert : le baron Haussmann / un républicain / un marcheur
- 1954 : Ah ! les belles bacchantes de Jean Loubignac : un musicien ambulant
- 1954 : Les Intrigantes d'Henri Decoin : un machiniste
- 1955 : Les Hussards d'Alex Joffé : le soldat comptant les chevaux
- 1955 : La Lumière d'en face de Georges Lacombe : Antoine
- 1956 : Toute la ville accuse de Claude Boissol
- 1959 : Un témoin dans la ville d'Édouard Molinaro : le portier du strip-tease
- 1960 : La Famille Fenouillard d'Yves Robert
- 1962 : Les Culottes rouges d'Alex Joffé : un comédien de la troupe
- 1963 : Le Soupirant de Pierre Étaix
- 1963 : Méfiez-vous, mesdames d'André Hunebelle : Bébert
- 1963 : L'assassin viendra ce soir de Jean Maley
- 1964 : Tous les enfants du monde, court-métrage d'André Michel
- 1964 : Un monsieur de compagnie de Philippe de Broca
- 1970 : Domicile conjugal de François Truffaut : le réparateur TV
- 1973 : Stavisky d'Alain Resnais : le contrôleur-receveur
- 1973 : Club privé pour couples avertis de Max Pécas
- 1973 : Prenez la queue comme tout le monde de Jean-François Davy
- 1974 : Le Futur aux trousses de Dolorès Grassian : Radio-moi
- 1976 : Dracula père et fils d'Édouard Molinaro
- 1978 : Chaussette surprise de Jean-François Davy : le chauffeur de taxi
- 1981 : Comment draguer toutes les filles... de Michel Vocoret : le pompiste
- 1983 : Y a-t-il un pirate sur l'antenne ? de Jean-Claude Roy : l'agent Dubol
- 2005 : Silver moumoute, court-métrage de Christophe Campos : Monsieur Max
- 2007 : 72/50 de Armel de Lorme et Gauthier Fages de Bouteiller
- 2012 : Le Portrait de Sylvain Malaise et Jeremy Parrot

### Télévision

#### Téléfilms
- 1961 : Le Théâtre de la jeunesse : Gaspard ou le Petit Tambour de la neige de Claude Santelli, réalisation Jean-Pierre Marchand
- 1961 : La Petite Dorrit de Pierre Badel
- 1965 : Le Roi Lear de Jean Kerchbron : le fou du Roi
- 1965 : La Redevance du fantôme de Robert Enrico
- 1969 : Freddy de Igor Barrère et Alexandre Tarta
- 1971 : Ubu enchaîné de Jean-Christophe Averty
- 1972 : L'Argent par les fenêtres de Philippe Joulia
- 1972 : Les Habits neufs du Grand-duc de Jean Canolle
- 1977 : Emmenez-moi au Ritz de Pierre Grimblat
- 1977 : C'est pas sérieux
- 1982 : Banlieue Sud-Est de Gilles Grangier
- 1982 : Le Serin du major d'Alain Boudet
- 1986 : Grand hôtel de Jean Kerchbron

#### Au théâtre ce soir
- 1967 : José de Michel Duran, mise en scène Christian-Gérard, réalisation Pierre Sabbagh, théâtre Marigny
- 1971 : Herminie de Claude Magnier, mise en scène Michel Vocoret, réalisation Pierre Sabbagh, théâtre Marigny
- 1972 : Histoire d'un détective de Sidney Kingsley, mise en scène Jean Meyer, réalisation Pierre Sabbagh, théâtre Marigny
- 1972 : Lysistrata d'Albert Husson d'après Lysistrata d'Aristophane, mise en scène Robert Manuel, réalisation Georges Folgoas, théâtre Marigny
- 1973 : Les Quatre Vérités de Marcel Aymé, mise en scène René Clermont, réalisation Georges Folgoas, théâtre Marigny
- 1973 : Pique-nique en ville de Georges de Tervagne, mise en scène Jacques-Henri Duval, réalisation Georges Folgoas, théâtre Marigny
- 1974 : Ô mes aïeux ! de José-André Lacour, mise en scène Robert Manuel, réalisation Georges Folgoas, théâtre Marigny
- 1976 : Le Cœur sous le paillasson d'Harold Brooke et Kay Bannerman, mise en scène Michel Vocoret, réalisation Pierre Sabbagh, théâtre Édouard-VII
- 1982 : La Foire aux sentiments de Roger Ferdinand, mise en scène Jean Kerchbron, réalisation Pierre Sabbagh, théâtre Marigny
- 1984 : Georges Courteline au travail de Sacha Guitry et Boubouroche de Georges Courteline, mise en scène Robert Manuel, réalisation Pierre Sabbagh, théâtre Marigny
- 1984 : Dom Juan de Molière, mise en scène Robert Manuel, réalisation Pierre Sabbagh, théâtre Marigny

#### Séries télévisées
- 1967-1974 : Le Tribunal de l'impossible de Michel Subiela
- 1971 : Aubrac-City de Jean Pignol
- 1976 : Comme du bon pain de Philippe Joulia : Clotaire
- 1986 : Maguy, épisode Le Prix Concours de Dominique Masson : M. Mercier
- 1990 : Marotte et Charlie de Jean-François Porry
- 1991 : Pas de pitié pour les croissants de Jean-François Porry
- 1992-1994 : Le Miel et les Abeilles de Jean-François Porry
- 1996 : Club Dorothée vacances : le maire de Bonheur City
- 1998 : Les Vacances de l'amour de Jean-François Porry

## Doublage
Liste non exhaustive. Les dates inscrites en italique correspondent aux sorties initiales des films dont Guy Piérauld a assuré le redoublage ou le doublage tardif.

### Cinéma

#### Films
- Red Buttons dans :
  - Hatari ! (1962) : Pockets
  - Cinq Semaines en ballon (1962) : Donald O'Shay
  - Le Jour le plus long (1962) : Steele
  - Harlow, la blonde platine (1965) : Arthur Landau
  - La Diligence vers l'Ouest (1966) : Peacock
  - On achève bien les chevaux (1968) : Harry « Sailor » Kline
  - L'Aventure du Poséidon (1972) : James Martin
- Marco Tulli dans:
  - Le Petit Monde de don Camillo (1952) : Smilzo
  - Le Retour de don Camillo (1953) : Smilzo
  - La Grande Bagarre de don Camillo (1955) : Smilzo
  - Don Camillo en Russie (1965) : Smilzo
- Emil Sitka dans :
  - Les Trois Stooges contre Hercule (1962) : le berger bafouilleur
  - Les Trois Stooges contre les hors-la-loi (1965) : M. Abernathy / le sorcier / le colonel de cavalerie

- La Souris qui rugissait (1959) : Will Buckley (William Hartnell)
- La Foire aux illusions (1962) : Hipplewaite (Wally Cox)
- Un monde fou, fou, fou, fou (1963) : Ray (Arnold Stang)
- Mercredi soir, 9 heures... (1963) : Charlie (Johnny Silver)
- Les Monstres (1963), film à sketchs, « le témoin volontaire », le président du Tribunal
- La Poupée diabolique (1963) : Hugo Novik (Francis De Wolff) et Hugo la marionnette (Sadie Corre)
- La Révolte des Indiens Apaches (1963) : Sam Hawkins (Ralf Wolter)
- Pousse-toi, chérie (1963) : le vendeur de chaussures (Don Knotts)
- La Révolte des prétoriens (1964) : Elpidion (Salvatore Furnari)
- Le Bataillon des lâches : le soldat pyromane Chuck Belmont (Frank Mitchell)
- Un pistolet pour Ringo (1965) : Tomoteo (Pajarito)
- Dracula, prince des ténèbres (1966) : Ludwig (Thorley Walters)
- Les Anges sauvages (1966) : Frankenstein (Marc Cavell)
- Tiens bon la rampe, Jerry (1966) : Ponsonby (William O'Connell)
- Trois pistolets contre César (1967) : Stanford (Vittorio Bonos)
- Une sacrée fripouille (1967) : le shérif Slade (Harry Morgan)
- Le Défi de Robin des Bois (1967) : Much (Reg Lye)
- La Femme en ciment (1968) : Shev (Alex Stevens)
- Prends l'oseille et tire-toi (1969) : Virgil Starkwell (Woody Allen)
- Fantasia chez les ploucs  (1971)
- Le Décaméron (1971) : le mari de Peronella[Qui ?]
- L'Homme des hautes plaines  (1973) : Mordecai (Billy Curtis)
- L'Homme au pistolet d'or (1974) : Nick Nack (Hervé Villechaize)
- Les Durs (1974) : l'ivrogne (Jacques Herlin)
- Capone (1975) : Hymie Weiss (John Davis Chandler)
- Un candidat au poil (1976) : le vieil officier de la fourrière
- Car Wash (1976) : l'homme à la bombe bouteille (Irwin Corey)
- Cours après moi shérif (1977) : Little Enos (Paul Williams)
- Providence  (1977) : M. Jenner (Milo Sperber)
- L'Empire de la passion (1978) : l'inspecteur Hotta (Takuzo Kawatani)
- 1941 (1979) : Dummy (Jerry Layne)
- Le Plus Secret des agents secrets (1980) : Max la Menace (Don Adams)
- L'Année de tous les dangers (1982) : Wally O'Sullivan (Noel Ferrier (en))
- Retour vers le futur (1985) : le vieux Peabody (Will Hare)
- Beetlejuice (1988) : le fantôme aplati
- Qui veut la peau de Roger Rabbit (1988) : Bugs Bunny
- Retour vers le futur 3 (1990) : un client du bar (Pat Buttram)
- Gremlins 2 : La Nouvelle Génération (1990) : Bugs Bunny
- Le Smoking (2002) : le présentateur de la soirée dansante

#### Longs métrages d'animation
- Les Voyages de Gulliver (1939) : Gabby (doublage de 1964)
- Dumbo (1941) : un clown (2e doublage)
- Le Crapaud et le Maître d'école (1949) : M. Moustache
- Alice au pays des merveilles (1951) : le Lapin blanc (2e doublage)
- Tintin et le Temple du Soleil (1969) : Dupont
- Tintin et le Lac aux requins (1972) : Dupont
- Robin des Bois (1973) : Croquenote
- La Honte de la jungle (1975) : le professeur Cédric Addlepate
- Les Aventures de Winnie l'ourson (1977) : Grignotin (2e doublage)
- Mathieu l'Astucieux (1977) : un garde / le chargeur de boulet
- Bugs Bunny, Bip Bip : Le Film-poursuite (1979) : Bugs Bunny (1re voix)
- Bugs Bunny dans les Contes de Noël (1979) : Bugs Bunny
- Le Monde fou, fou, fou de Bugs Bunny (1981) : Bugs Bunny (1re voix)
- Les Mille et Un Contes de Bugs Bunny (1982) : Bugs Bunny
- L'Île fantastique de Daffy Duck  (1983) : Bugs Bunny
- Taram et le Chaudron magique (1985) : Ronchon (1er et 2e doublages)
- Astérix chez les Bretons (1986) : Agecanonix
- SOS Daffy Duck (1988) : Bugs Bunny
- Bugs Bunny contre Daffy Duck : La guerre des clips vidéo (1988) : Bugs Bunny
- La Belle et le Clochard (1989): Toughy (2e doublage)
- Winnie l'ourson : Noël à l'unisson (1991) : Grignotin [8]
- Les Quatre Dinosaures et le Cirque magique (1993) : Bang
- Winnie l'ourson : Hou ! Bouh ! Et re-bouh ! (1996) : Grignotin
- Winnie l'ourson : Je t'aime toi ! (1999) : La Taupe
- Winnie l'ourson : Joyeux Noël (1999) : Grignotin
- Winnie l'ourson : Bonne Année (2002) : Grignotin

### Télévision

#### Séries télévisées
- Leslie Jordan dans : 
  - Boston Public (2001-2002) : Dr Benjamin Harris[9]
  - Monk (2004) : l'organisateur de la tombola
- 1970 : Max la Menace : Max la Menace (Don Adams)
- 1964 : Ma sorcière bien-aimée, épisode Le Magicien (1.16) : Le grand Zeno[Qui ?]
- 1965 : Chapeau melon et bottes de cuir : Beale (John Forgham) (4.7)

- 1966 : Ma sorcière bien-aimée :
  - épisode L'Espion (3.8) : Le laitier espion[Qui ?]
  - épisode La Super Voiture (3.19) : le client de Tate[Qui ?]
  - épisode La Vache sacrée (3.20) : l'homme chargé de surveiller la vache[Qui ?]

- 1972 : Les Rues de San Francisco : l'homme interrogé à l'hospice[Qui ?]  (1.6)

- 1977 : Starsky et Hutch, épisodes Créatures de rêve (3.1-2) : Phil Hill (Dave Madden)
- 1984 : Les Derniers Jours de Pompéi : Philos (George Claydon)
- 1991 : Mariés, deux enfants : Winston[Qui ?] (6.24-26)

#### Séries télévisées d'animation
- 1962 : Jappy et Pappy toutou : Jappy
- Années 1960 : Pixie et Dixie et Mr. Jinks : le chat Jules
- 1966 : Kiri le clown : Kiri / Ratibus le chat / Bianca la jument
- 1966 : Lippy le lion : Jérémie
- 1967 : Le Woody Woodpecker Show : Woody Woodpecker
- 1967-1973 : La Maison de Toutou : voix additionnelles
- 1969 : Yogi l'ours : Boubou (1re voix)
- 1969 : Les Fous du volant : Soldat Petit-Pois / Pique
- 1970 : Les Aventures de Colargol : Hector le rat
- 1970 : Satanas et Diabolo : Looping
- Années 1970-1996 : Bugs Bunny dans toute la série des Looney Tunes et Merrie Melodies (1er doublage)
- Années 1970 : Alcibiade : personnages secondaires
- Années 1970 : Peter Potamus : So-So
- Années 1970 : Magilla le gorille : Mr. Peebles
- 1970 : Fouinard et Babillard : Babillard dit Bab
- 1973 : Touché la Tortue : Touché
- 1975 : Félix le Chat : Petit Biquet
- 1976 : Little Roquefort : Percy
- 1981 : Archibald le Magi-chien : voix additionnelles
- 1981 : Matou, chat des champs et Souriceau : Souriceau
- 1983 : Lucky Luke : Billy the Kid
- 1987 : Mon petit poney : Léo (1re voix)
- 1988 : Les Chacabots : Chacabot qui se déguise
- 1988-1989 : Les Familles Sylvanians : Packbat / Slick Renard
- 1989-1992 : Les Nouvelles Aventures de Winnie l'ourson : Grignotin
- 1991-1993 : Les Tiny Toons : Bugs Bunny
- 1992-1995 : Myster Mask : Tête de Marteau / Dr Fossile (épisode 31)
- 1995-1996 : Animaniacs : Bugs Bunny (caméo, épisodes 36, 47 et 65)
- 1996 : Superman, l'Ange de Metropolis : Mxyzptlk (saison 2 épisode 9)
- 2000 : Le Nouveau Woody Woodpecker Show : Woody Woodpecker (1re voix)
- 2001-2003 : Tous en boîte : le Lapin blanc

#### Émission
- 1986-1998 : Ça cartoon : Bugs Bunny (1re voix)
- 1988-1998 : Décode pas Bunny : Bugs Bunny (1re voix)

#### Jeux vidéo
- 2000 : Winnie l'ourson : La Chasse au miel de Tigrou : Grignotin
- 2002 : Winnie l'ourson : C'est la récré ! : Grignotin
- 2002 : Kingdom Hearts : le Lapin blanc
- 2005 : Winnie l'ourson : À la recherche des souvenirs oubliés : la Taupe
- 2006 : Kingdom Hearts 2 : Grignotin

#### Feuilletons radiophoniques
- 1951-1952 : Malheur aux barbus : Cornélius
- 1956-1957 : Signé Furax : Le boudin sacré : Max Blafard